# Estadio Popular de Hohhot
El Estadio Popular de Hohhot o Estadio del Pueblo (en chino: 呼和浩特市人民体育场) es un estadio de usos múltiples en Hohhot, la capital de la provincia autónoma de Mongolia Interior, al norte del país asiático de China. Situado junto al Parque Qingcheng , se utiliza actualmente sobre todo para los partidos de fútbol. Este estadio tiene capacidad para 30.000 personas. Antes de la construcción del nuevo Estadio de la ciudad de Hohhot en el lado norte de la ciudad , fue la sede de los Juegos de la ciudad de Hohhot, varios juegos de Mongolia interior, y el espacio para una amplia gama de actividades deportivas y de rallys políticos. Actualmente es la sede de los Caballos Negros de Hohhot, un equipo miembro de la Liga Jia de China.